# ゴールドコースト市長
ゴールドコースト市長は、オーストラリア連邦クイーンズランド州ゴールドコーストの首長。

## 合併前 (1949年-1995年)
| 氏名                   | 任期            |
| ---------------------- | --------------- |
| レン・ピーク           | 1949年 - 1958年 |
| レーン・ハーレー       | 1958年 - 1967年 |
| ブルース・スモール     | 1967年 - 1973年 |
| ロバート・ノイマン     | 1973年 - 1976年 |
| ブルース・スモール     | 1976年 - 1978年 |
| ジョン・アンドリュース | 1978年 - 1979年 |
| キース・ハント         | 1979年 - 1982年 |
| デニス・オコンネル     | 1982年 - 1985年 |
| デニス・パイ           | 1985年 - 1988年 |
| レックス・ベル         | 1988年 - 1994年 |

## 合併後 (1995年-現在)
| 氏名                 | 任期            |
| -------------------- | --------------- |
| レイ・スティーヴンス | 1995年 - 1997年 |
| ゲイリー・ベイルドン | 1997年 - 2004年 |
| ロン・クラーク       | 2004年 - 2012年 |
| トム・テイト         | 2012年 -        |

## 参考
- Data drawn from Gold Coast City Council's History Archives.